# Appendicula furfuracea
Appendicula furfuracea är en orkidéart som beskrevs av Johannes Jacobus Smith. Appendicula furfuracea ingår i släktet Appendicula och familjen orkidéer. Inga underarter finns listade i Catalogue of Life.